# پلیندابا

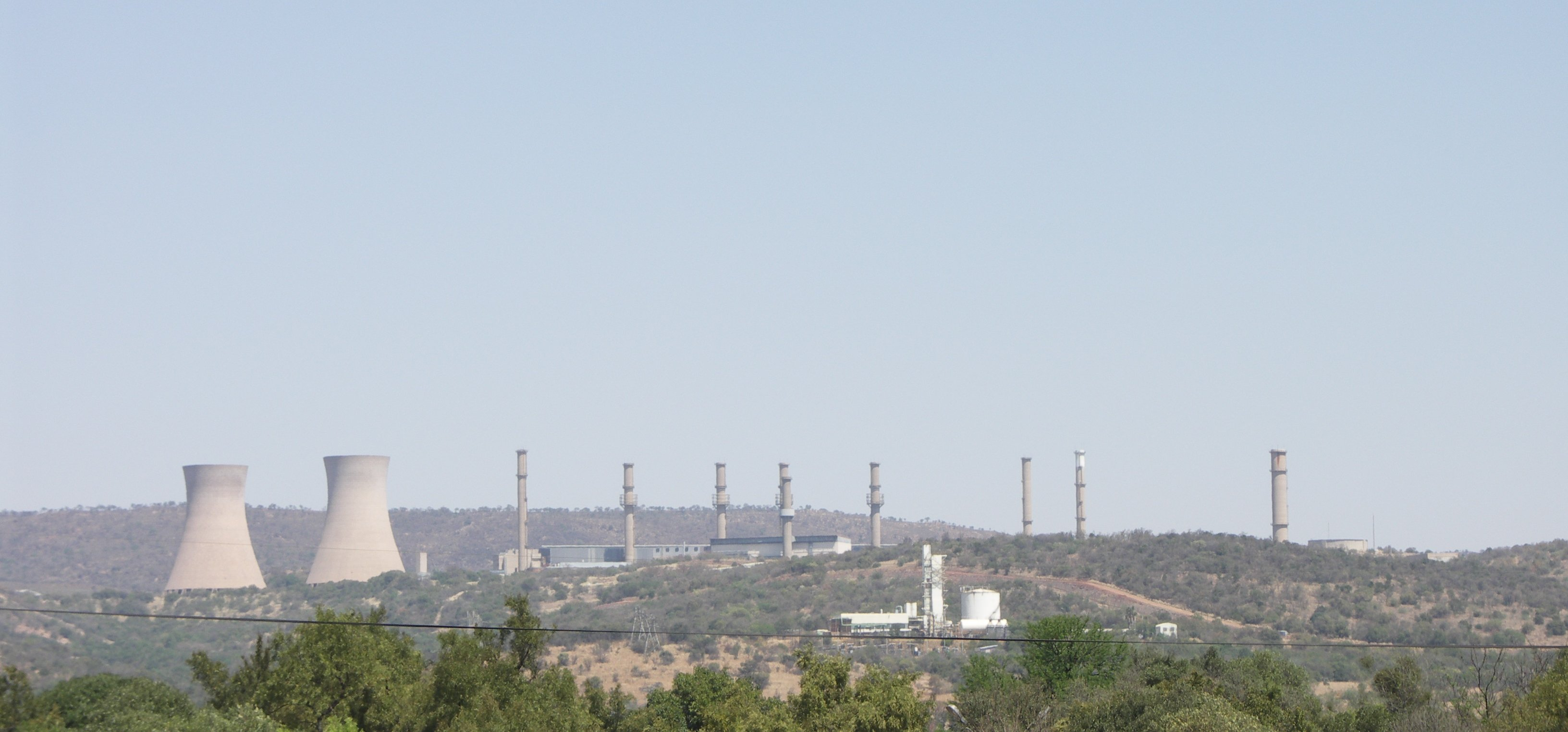
نمایی از پِلیندابا مرکز اصلی تحقیقات هسته‌ای آفریقای جنوبی - ۲۰۰۶

پِلیندابا(Pelindaba)، نام مرکز اصلی تحقیقات هسته‌ای کشور آفریقای جنوبی است که زیر نظر سازمان انرژی هسته‌ای آفریقای جنوبی کار می‌کند. این مرکز در نزدیکی سد هارتبیس پورت و تقریباً در ۳۳ کیلومتری غربِ شهر پرتوریا در کشتزاری که زمانی به گوستاو پرِلِر تعلق داشت، واقع است.

پلیندابا، محلی است که در آن بمب اتمی آفریقای جنوبی، توسعه یافت، ساخته شد و سپس در طی دههٔ ۱۹۸۰ میلادی انبار شد.